# 알베르토사우루스
알베르토사우루스(학명: Albertosaurus)는 후기 백악기(7600만 년 전~6800만 년 전)에 서식한 거대한 수각류 육식 공룡이다. 티라노사우루스와 유사하나 좀 더 작고 가벼우며 주로 북미 지역에서 서식했다. 이름은 발견지인 캐나다의 앨버타에서 따왔다. 몸 길이는 약 8~9m 정도이고 체중은 1.7~3t이다. 티라노사우루스과 내에서 비슷한 체급 중에서 꽤나 호리호리한 체형으로, 타 티라노사우루스과 공룡들보다 민첩했을 것 으로 여겨진다.

## 고르고사우루스와의 차이점
알베르토사우루스의 브레인케이스가 좌우로 넓어진 형태이다. 알베르토사우루스의 후두과가 좀 더 아래쪽을 향하며 알베르토사우루스는 다른 티라노사우루스과와 다르게 기후두골과 외후두골 사이에 각진 봉합선을 가진다.